# Isabelle Schmutz
Isabelle Schmutz (* 12. Februar 1971) ist eine ehemalige Schweizer Judoka. Sie war 1998 Europameisterschaftsdritte und 2001 Europameisterschaftszweite.

## Karriere
Die 1,55 m grosse Isabelle Schmutz kämpfte im Halbleichtgewicht, der Gewichtsklasse bis 52 Kilogramm. Bei den Weltmeisterschaften 1991 und den Europameisterschaften 1992 schied sie jeweils in ihrem Auftaktkampf aus. 1993 erreichte Schmutz den Halbfinal bei den Europameisterschaften in Athen. Nach Niederlagen gegen die Spanierin Almudena Muñoz im Halbfinal und die Britin Elise Summers im Kampf um Bronze belegte Schmutz den fünften Platz. Bei den Weltmeisterschaften 1993 und 1995 sowie den Europameisterschaften 1994 und 1995 konnte sie sich jeweils nicht unter den besten acht Kämpferinnen platzieren. Bei den Europameisterschaften 1996 schied sie wie 1994 im Auftaktkampf gegen die Französin Marie-Claire Restoux aus. Auch bei den Olympischen Spielen 1996 in Atlanta schied sie in ihrem ersten Kampf gegen die Russin Marina Kowrigina aus, sie unterlag mit einer kleinen Wertung (yuko). Ende 1996 erkämpfte Schmutz eine Bronzemedaille bei den Weltmeisterschaften der Studierenden.
Bei den Weltmeisterschaften 1997 in Paris verlor sie einmal mehr ihren Auftaktkampf gegen Marie-Claire Restoux. Mit vier Siegen in der Hoffnungsrunde erreichte sie aber den Kampf um Bronze, den sie gegen die Belgierin Nicole Flagothier verlor. Im Mai 1998 standen sich Schmutz und Restoux im Achtelfinal der Europameisterschaften in Oviedo gegenüber, und diesmal siegte die Schweizerin, die dann im Halbfinal der Britin Georgina Singleton unterlag. Den Kampf um Bronze gewann Schmutz gegen die Niederländerin Tamara Meijer. 1999 war Schmutz Siebte der Europameisterschaften in Bratislava. Bei den Weltmeisterschaften 1999 in Birmingham schied sie in ihrem ersten Kampf gegen die Rumänin Ioana Maria Aluaș aus. Anfang 2000 belegte Schmutz bei vier Weltcupturnieren (Moskau, Sofia, München, Prag) den dritten Platz, danach siegte sie beim Turnier in Rotterdam. Bei den Europameisterschaften 2000 schied sie im Achtelfinal gegen die Portugiesin Paula Saldanha aus. Vier Monate später unterlag sie bei den Olympischen Spielen in Sydney in ihrem ersten Kampf der Algerierin Salima Souakri nach vier Minuten. Im März 2001 gewann Schmutz im Final des Weltcup-Turniers in Rom gegen Restoux. Bei den Europameisterschaften 2001 in Paris siegte sie im Halbfinal gegen Georgina Singleton, im Final unterlag sie der Belgierin Inge Clement. Zum Abschluss ihrer Karriere trat Schmutz bei den Weltmeisterschaften 2001 in München an. Nach Niederlagen gegen die Japanerin Yuki Yokosawa und die Chinesin Liu Yuxiang belegte sie einen geteilten neunten Platz.
Isabelle Schmutz vom Judo Kurai Lausanne gewann von 1991 bis 1998 acht Schweizer Meistertitel im Halbleichtgewicht. Zuvor war sie 1989 und 1990 Zweite hinter Franziska Wyss.